# Arbetaridrottsföreningarnas centralförbund
Arbetaridrottsföreningarnas centralförbund (officiellt Työväen urheiluseurojen keskusliitto, TUK) i Helsingfors grundades 1959 av föreningar som uteslutits eller utträtt ur Arbetarnas Idrottsförbund i Finland (AIF) i samband med den stora konflikten inom den socialdemokratiska rörelsen under senare hälften av 1950-talet. 
Arbetaridrottsföreningarnas centralförbund bildades av majoritetsfalangen inom socialdemokratiska partiet, som förlorat kontrollen över AIF då denna hade med folkdemokraternas bistånd övertagits av partiminoriteten. De av förbundets föreningar som utövade tävlingsidrott var anslutna till Finlands Riksidrottsförbunds specialförbund för olika idrotter. Totalantalet medlemmar var 1977 210 000. År 1979 upplöstes Arbetaridrottsföreningarnas centralförbund och de flesta av dess föreningar återinträdde i AIF.